# Blaesodactylus sakalava
Blaesodactylus sakalava là một loài thằn lằn trong họ Gekkonidae. Loài này được Grandidier mô tả khoa học đầu tiên năm 1867.